# Volavka rusohlavá

Mapa výskytu volavky rusohlavé

Volavka rusohlavá (Bubulcus ibis) je středně velká bílá volavka s černýma nohama. Je velká až 56 cm, rozpětí křídel je až 96 cm. Může vážit od 200 do 500 g. U této volavky neexistuje pohlavní dvojtvárnost, samec a samička se vzhledově nijak výrazně neliší.

## Popis
Jedná se o menší druh volavky. Barva opeření je sněhově bílá s nádechem oranžové na hlavě, hrudi a zádech, které bývá ve svatebním šatu hlavně u samců pestřejší. Zobák je krátký, žlutý až oranžový, nohy jsou žlutavé někdy až černé či šedé.

## Výskyt
Obývá jižní Evropu, Asii a především oblasti Afriky. Zavlečena byla ale i do Ameriky a Austrálie. V 80. letech se rozšířila i do Portugalska a Itálie. V ČR byla již v současné době také pozorována a nelze vyloučit, že jde o divoké ptáky. Volavka obývá břehy řek a močálů, hlavně ale rozlehlé travnaté pláně. Přizpůsobila se i životu poblíž lidských obydlí.

## Způsob života
Jedná se o denního ptáka, který v močálech loví kořist a na travinách je často viděn ve společnosti velkých savců (často se „vozí“ na slonech), kteří poskytují bezpečí a plaší mraky hmyzu, kterým se volavky živí. Na noc hřaduje v obrovských hejnech na stromech.
Volavky se dorozumívají různými skřeky, které v případě zastrašování doplňují i naježením per na zádech a krku.

## Potrava
Volavky rusohlavé se živí hlavně hmyzem, který loví právě v blízkosti velkých kopytníků, ale i menšími savci. Nepohrdnou ani ptáčaty a malými rybkami a obojživelníky z močálů a břehů řek.

## Rozmnožování
Volavky hnízdí ve společnosti jiných ptáků v obrovských koloniích čítajících tisíce jedinců i více. Volavka rusohlavá je monogamní pták, páry se vyhledávají na sezonu. V dalším hnízdním období si samec může vybrat jinou samici i naopak. Hnízda využívají buď původní, nebo si staví nová z větviček a různého podobného materiálu, který si hledají pod stromy nebo ho kradou ostatním párům v kolonii. Hnízda si volavky mohou stavět jak na zemi, tak na vhodných místech na keřích i stromech. Samec se samici dvoří a namlouvací tance bývají rozsáhlé a složité. Samice snáší 2–5 vajec, na kterých se střídají oba rodiče. Mláďata se líhnou po 21–26 dnech. Volavky jsou schopné přijmout za vlastní i osiřelá mláďata mladší 14 dní. Mláďata opouštějí hnízdo velice brzy a lezou po okolních větvích, kde je rodiče stále krmí. Ve věku 45–60 dní opouští definitivně hnízdo a osamostatňují se. Pohlavně dospívají ve 2 letech.

## Galerie obrázků

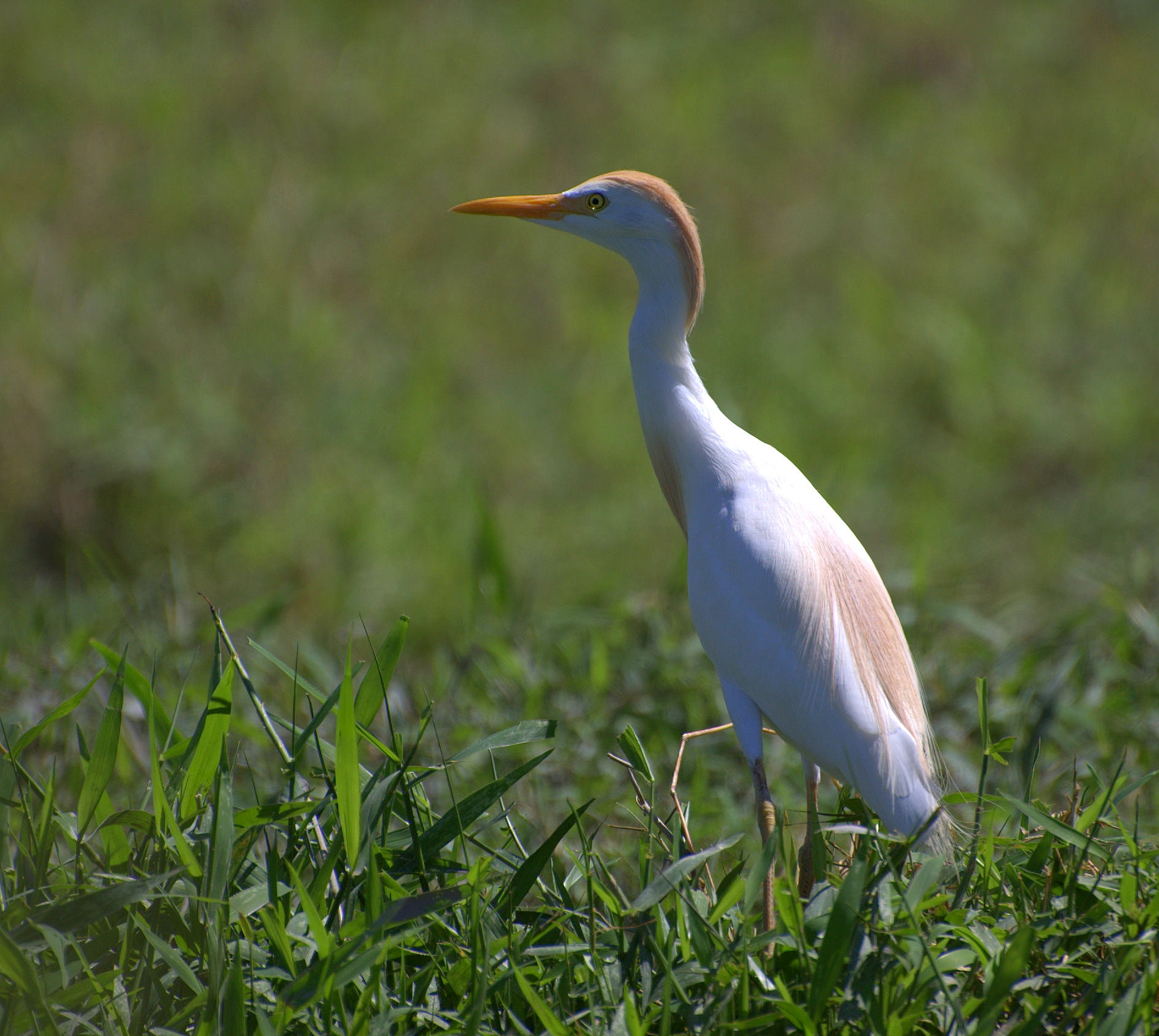
Volavka rusohlavá v Sao Paulu, Brazílie
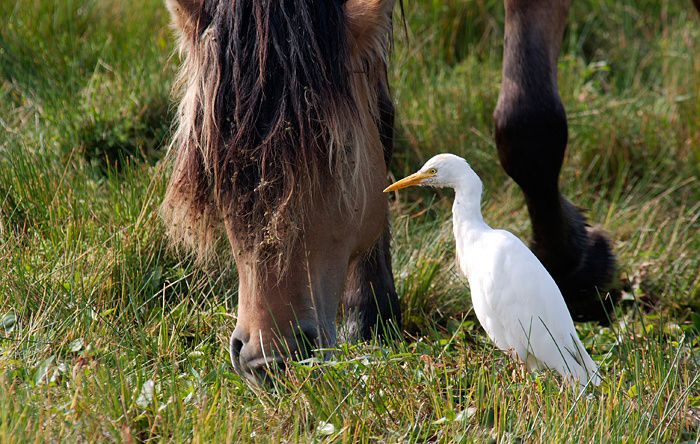
Volavka rusohlavá ve Francii
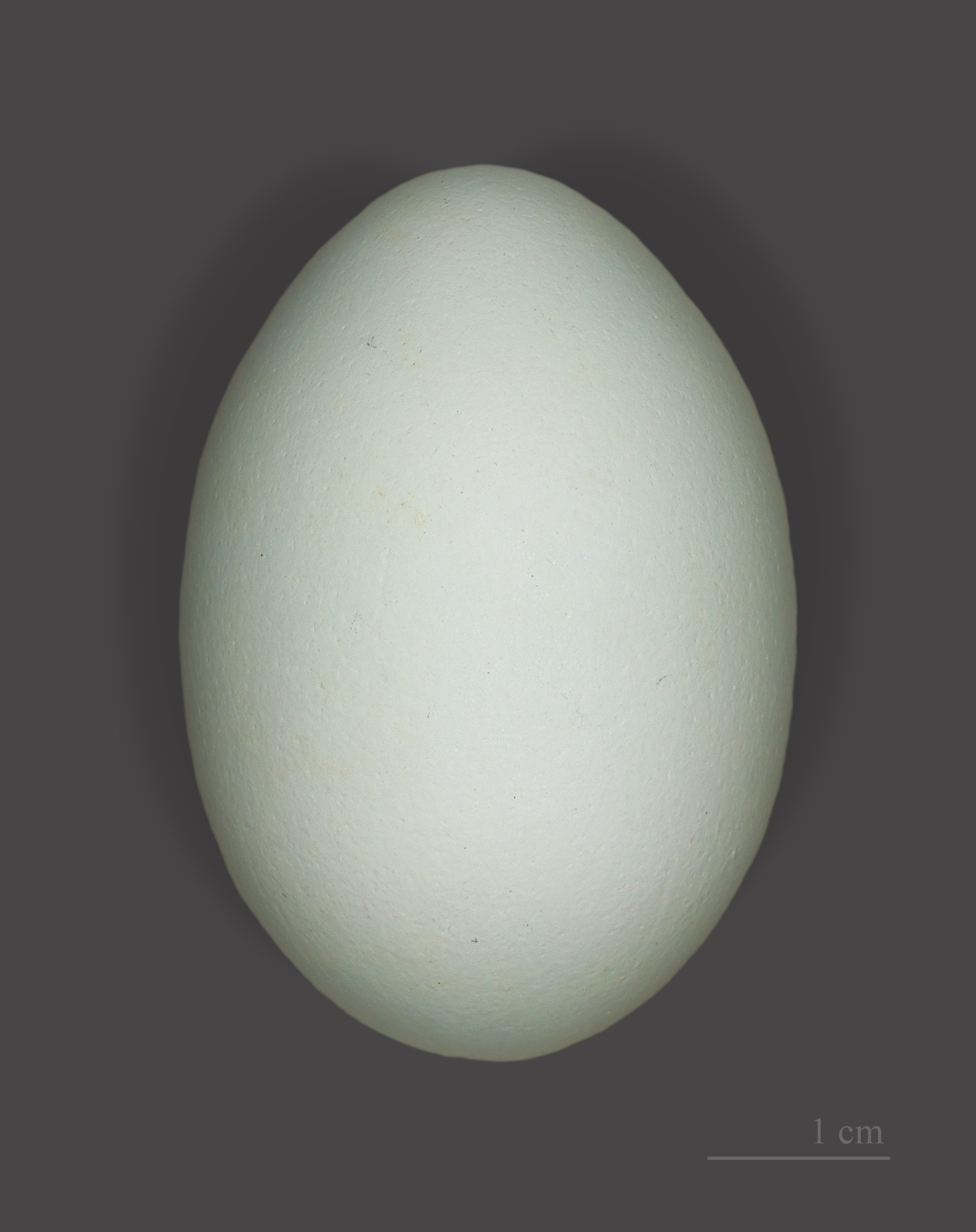
Vejce volavky rusohlavé